# Estreito de San Bernardino

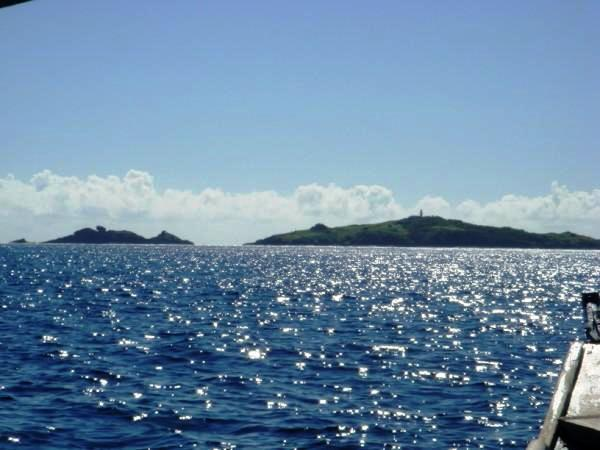
As ilhas de San Bernardino, a norte do estreito entre Samar e Luzon

O estreito de San Bernardino é um estreito nas Filipinas, que separa as ilhas de Luzon e Samar.
A primeira referência a este estreito feita por ocidentais data da expedição de 1543–1545 de Ruy López de Villalobos, enviado pelo vice-rei do México sob ordens do imperador Carlos V para estabelecer uma colónia espanhola junto das ilhas Molucas, então ocupadas pelos Portugueses.
O estreito está ligado historicamente à maior batalha naval dos tempos modernos, ocorrida durante a Guerra do Pacífico na Segunda Guerra Mundial, quando a passagem marítima foi utilizada pela esquadra japonesa para atacar a frota norte-americana ancorada em Leyte, que resultou na Batalha de Samar, uma das batalhas que compõem a Batalha do Golfo de Leyte, durante a invasão das Filipinas pelos Aliados, em outubro de 1944.